# Lycopodina hystrix
Lycopodina hystrix — вид губок родини Cladorhizidae. Описаний у 2020 році.

## Назва
Назва виду L. hystrix з латини перекладається як «їжатець» та вказує на колючий вигляд губки.

## Поширення
Глибоководний вид. Виявлений лише у каньйоні Ятала у Великій Австралійській затоці біля узбережжя Південної Австралії на глибині 1393 м.